# Florbel Pérez
Florbel Pérez, vollständiger Name Florbel Héctor Pérez Martínez, (* 7. Juni 1928 in Montevideo) ist ein ehemaliger uruguayischer Schwimmer. 
Florbel Pérez wurde 1947 Vize-Südamerikameister über die Distanz von 1500 Metern bei den Schwimmwettkämpfen in Buenos Aires. Er gehörte dem uruguayischen Aufgebot bei den Olympischen Sommerspielen 1948 in London an. Bei den Spielen in England startete er sowohl über die 400-Meter- als auch über die 1500-Meter-Freistil-Strecke. Über die 400 Meter erreichte er am 31. Juli 1948 eine Zeit von 5:04,7 Minuten, schied jedoch in seinem vom Ungarn Géza Kádas gewonnenen Vorlauf als Dritter in der ersten Runde aus. Auf der 1500-Meter-Distanz nahm er fünf Tage später die Hürde des ersten Vorlaufs als Vorlaufdritter und Zeitbester (20:20,2 Minuten) der nicht direkt über einen der jeweils ersten beiden Vorlaufplätze in den sechs Vorläufen Qualifizierten. Im Halbfinale am 6. August 1948 belegte er lediglich Rang 5. Eine geschwommene Zeit von 20:32,6 Minuten bedeuteten somit das Ende der Wettkämpfe bei diesen Spielen für ihn. Er nahm zudem mit der uruguayischen Mannschaft an den Panamerikanischen Spielen 1951 in Buenos Aires teil.